# Lijst van Osloërs
Deze lijst van Osloërs geeft een overzicht van bekende personen met een artikel op de Nederlandstalige Wikipedia die geboren zijn in Oslo, de hoofdstad van Noorwegen.

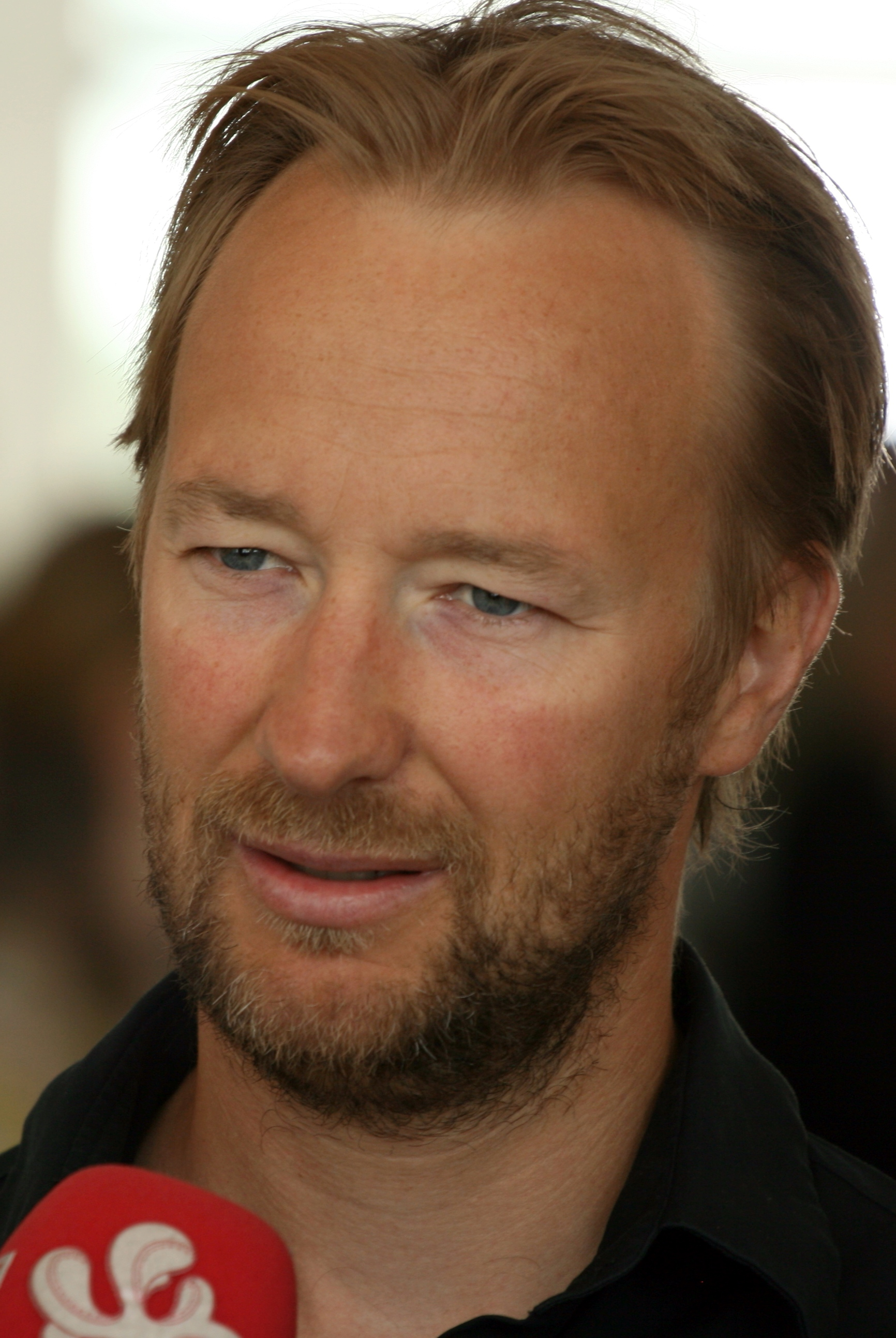
Alpineskiër Kjetil André Aamodt (1971)

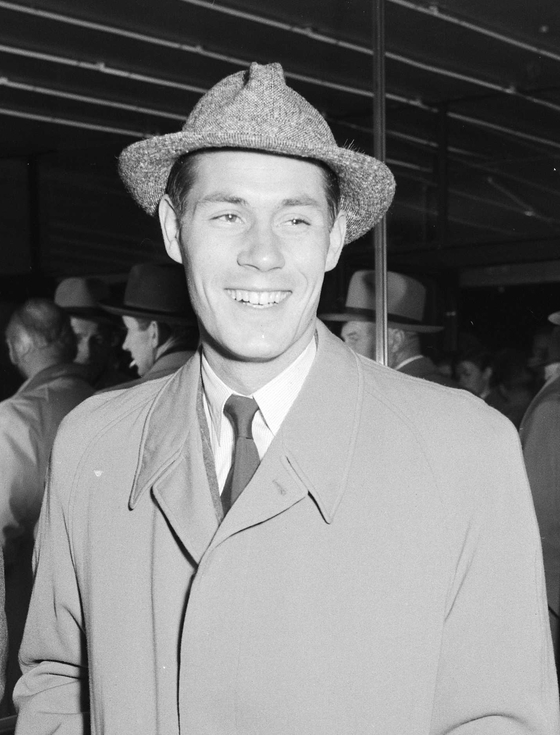
Schaatser Roald Aas (1928-2012)

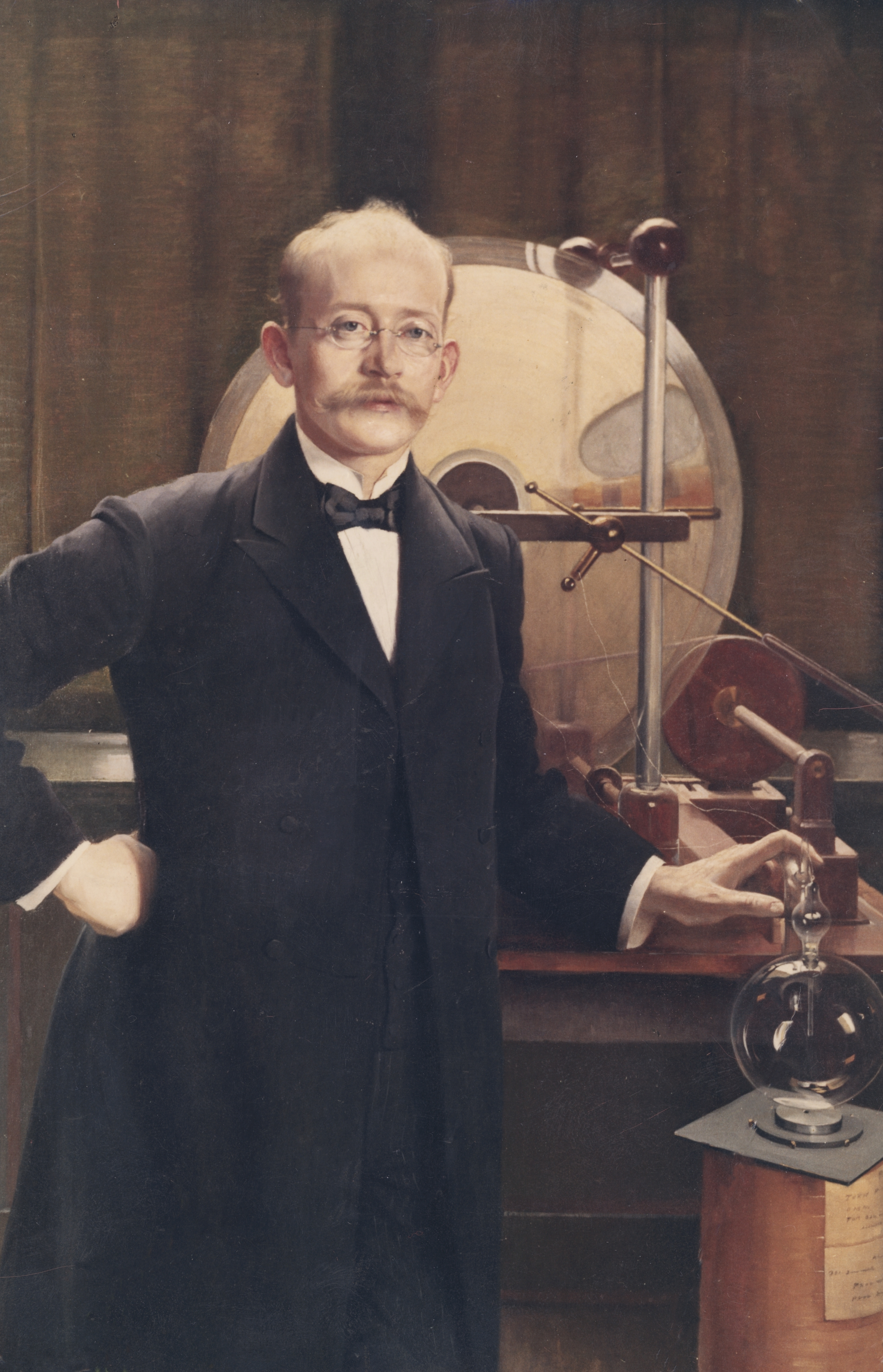
Natuurkundige Kristian Birkeland (1867-1917)

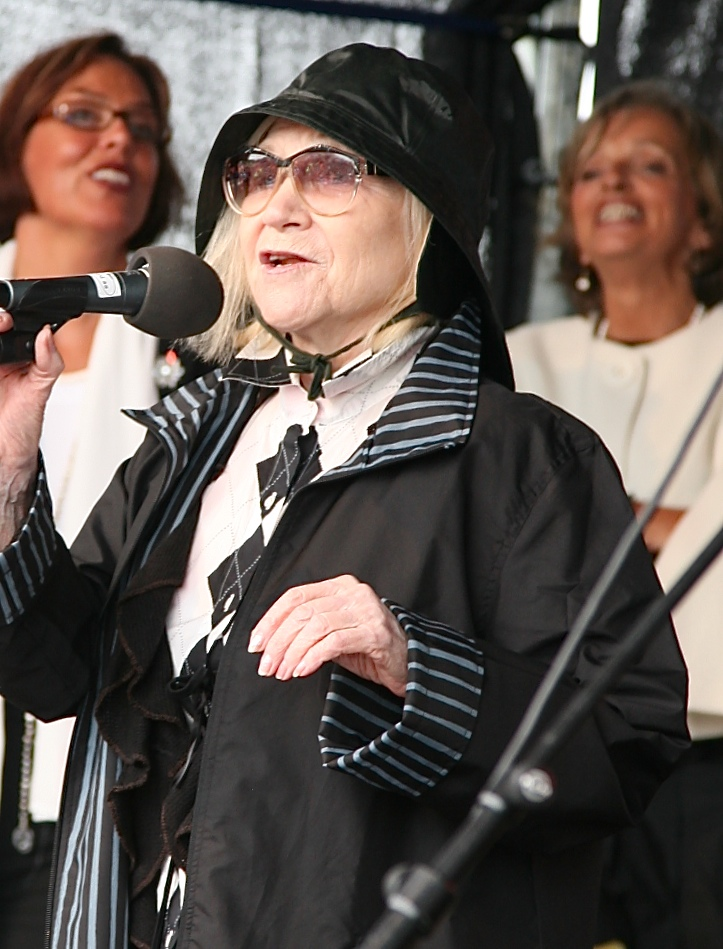
Zangeres Nora Brockstedt (1923-2015)

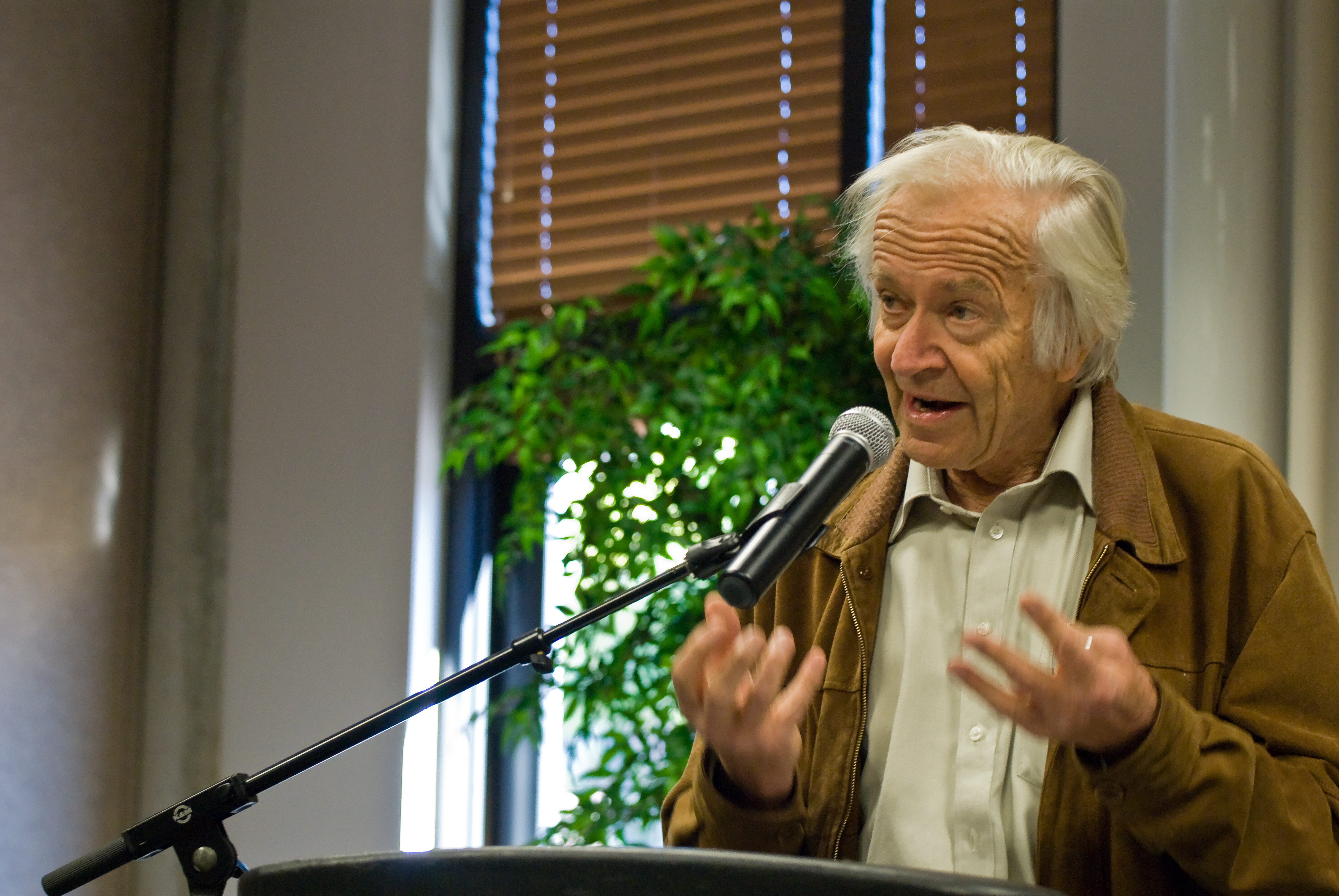
Socioloog en criminoloog Nils Christie (1928-2015)

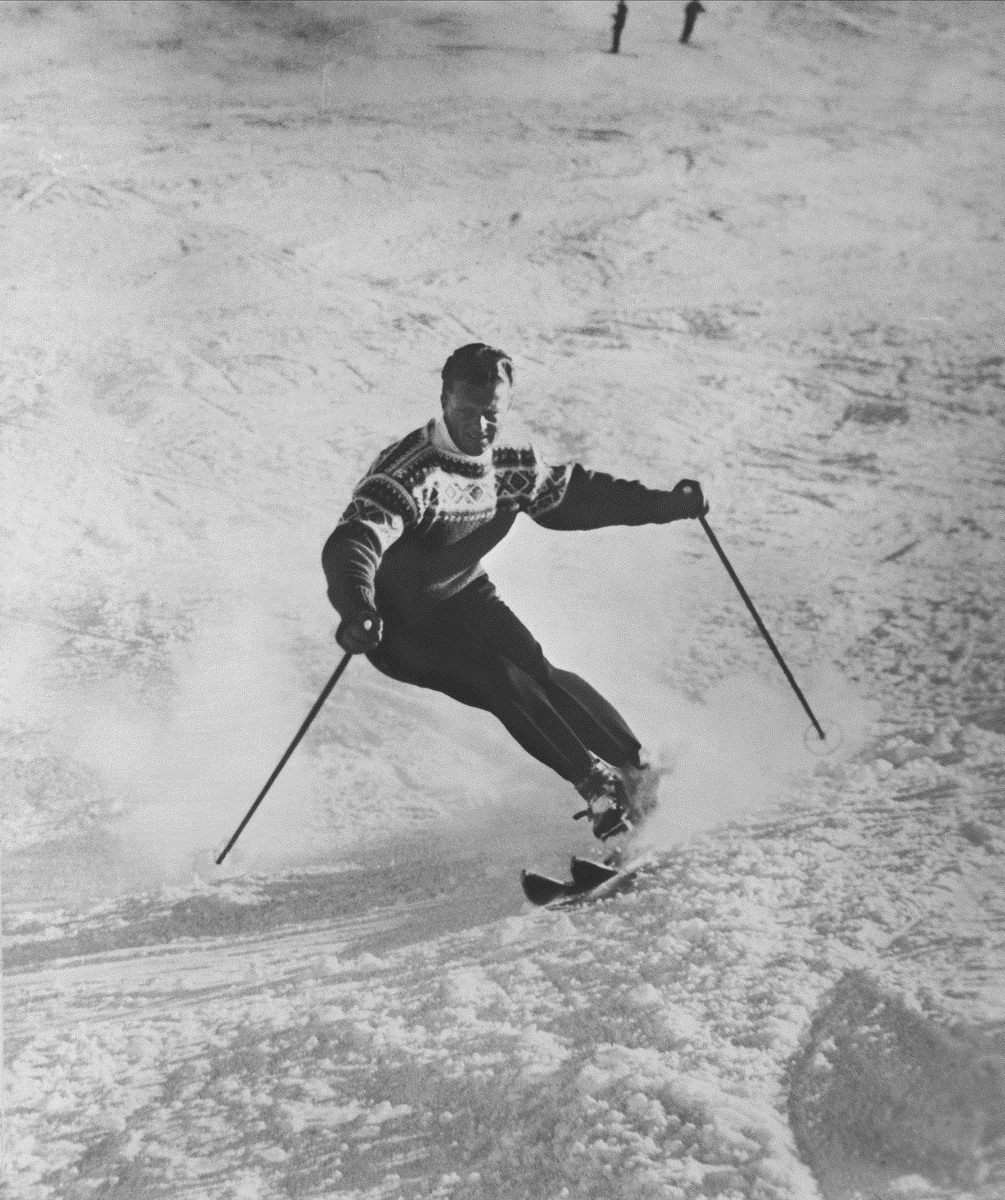
Alpineskiër Stein Eriksen (1927-2015)

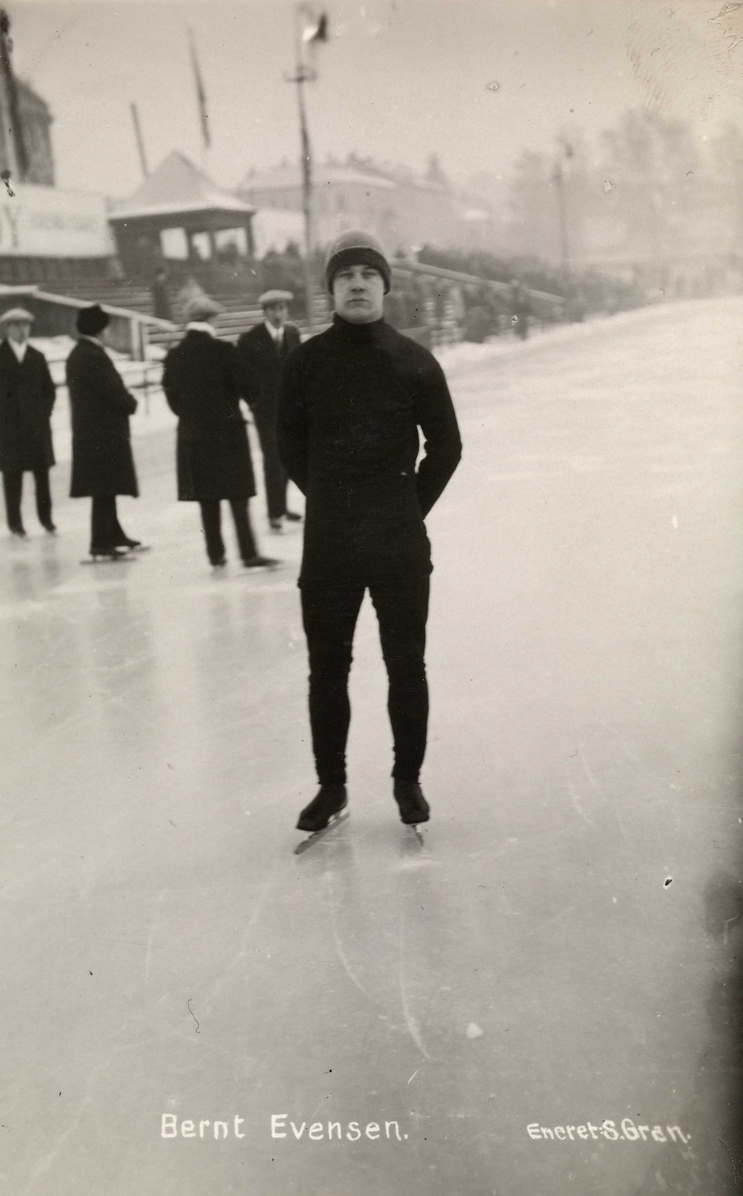
Schaatser Bernt Evensen (1905-1979)

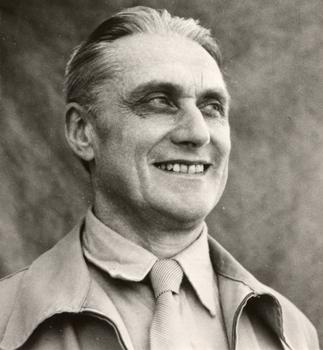
Econoom Ragnar Frisch (1895-1973)

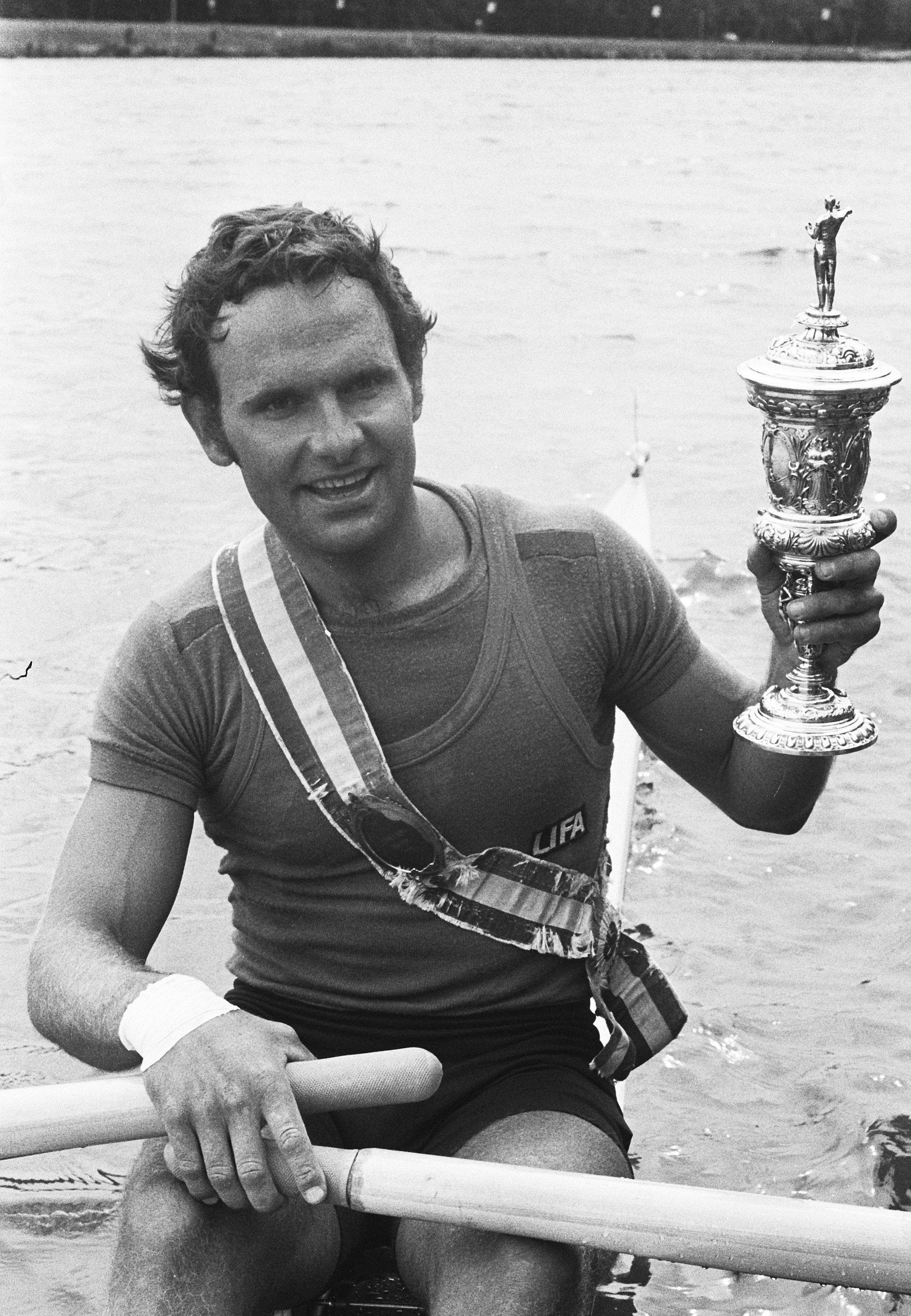
Roeier Alf Hansen (1948)

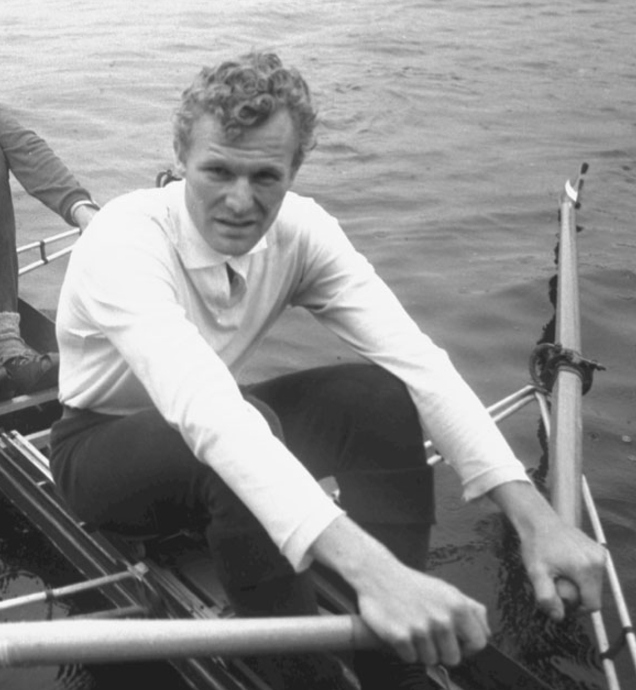
Roeier Frank Hansen (1945)

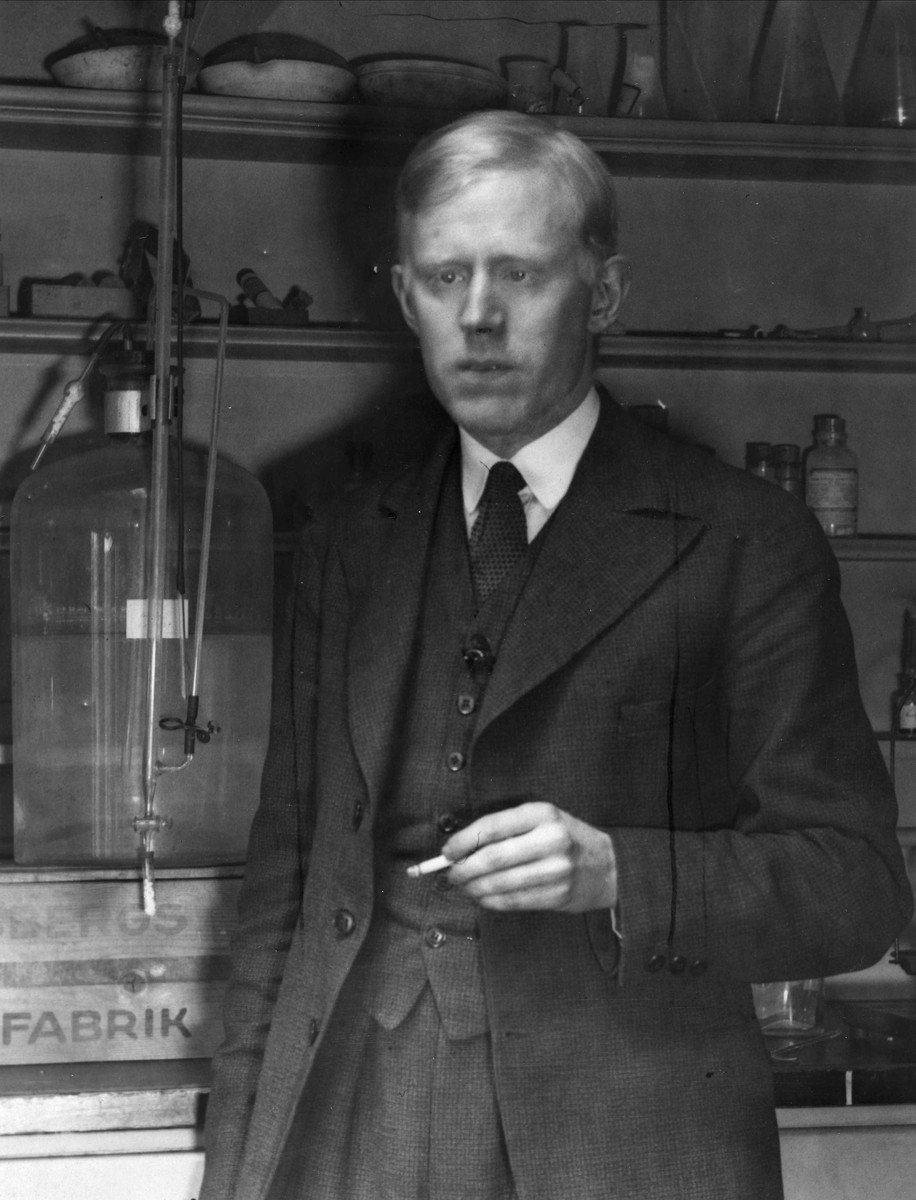
Scheikundige Odd Hassel (1897-1981)

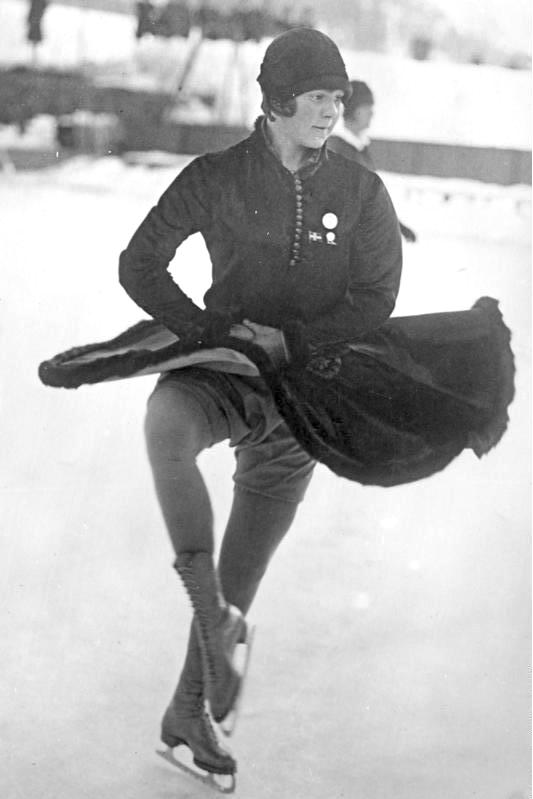
Kunstschaatsster Sonja Henie (1912-1969)

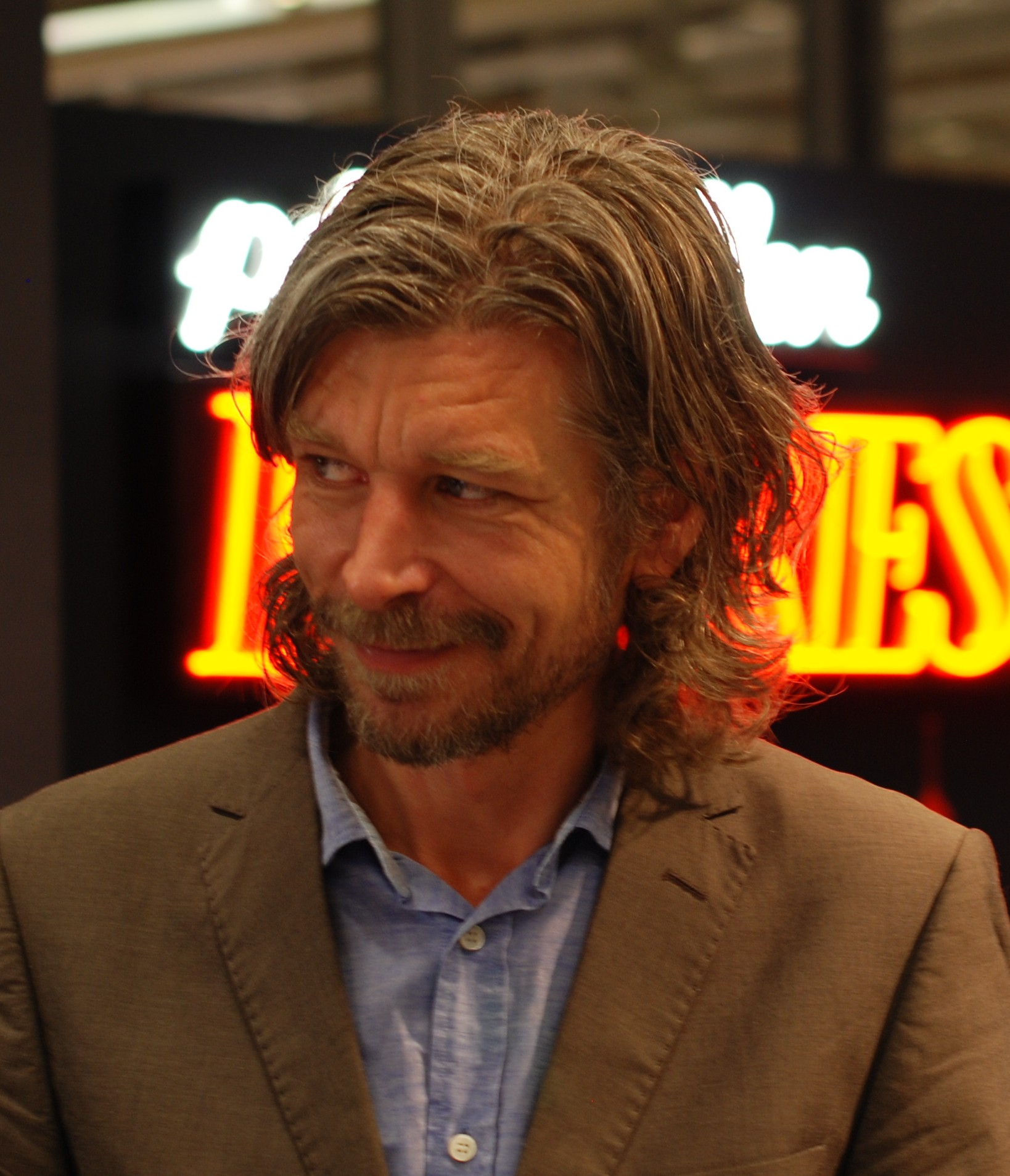
Schrijver Karl Ove Knausgård (1968)

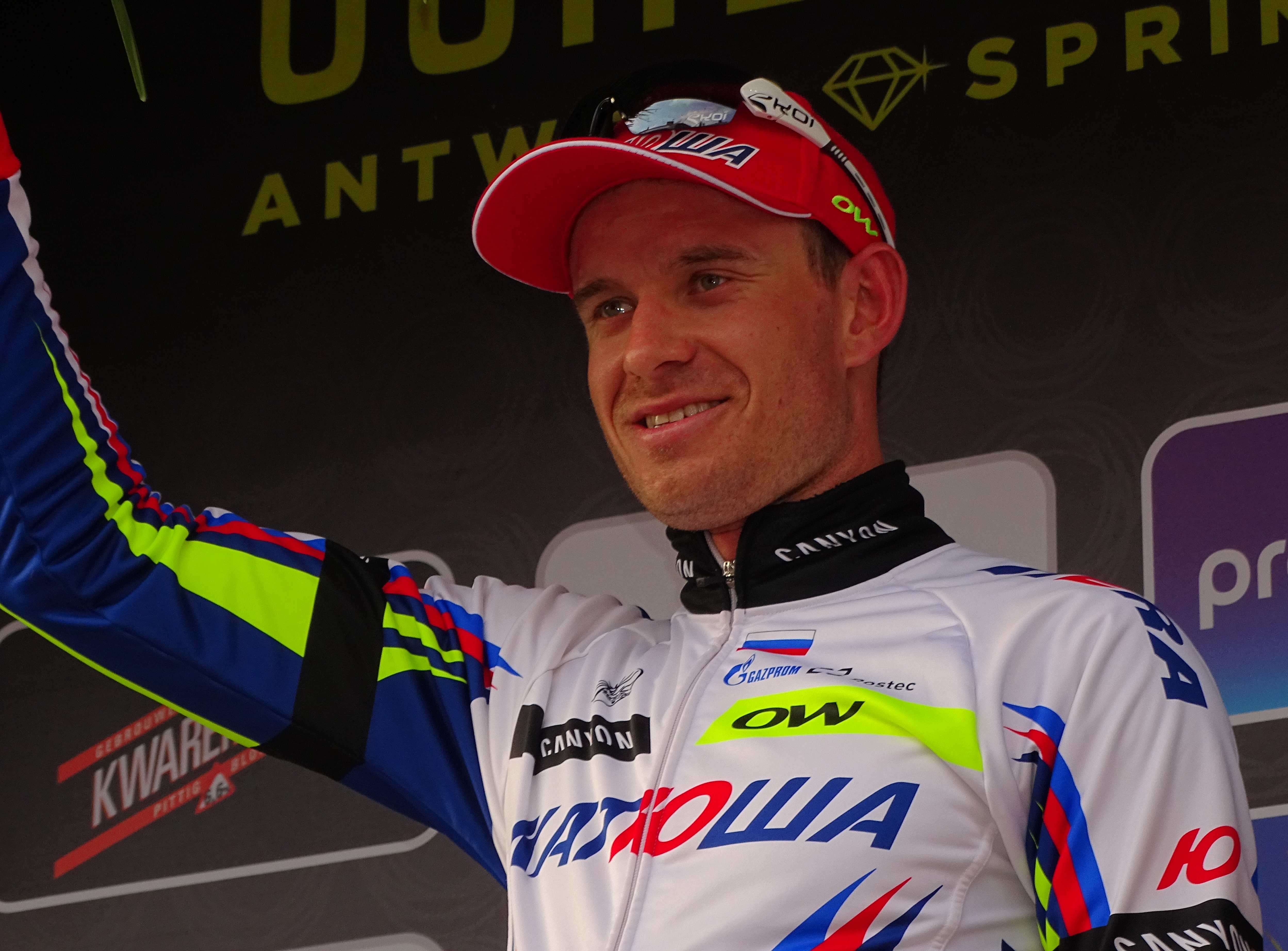
Wielrenner Alexander Kristoff (1987)

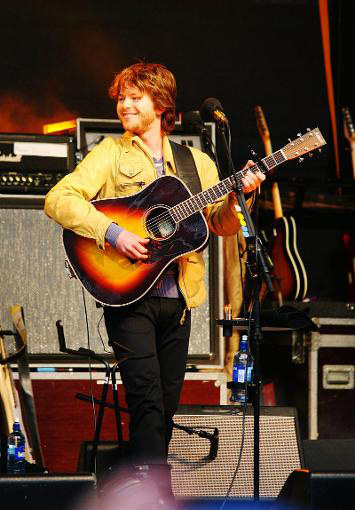
Zanger Espen Lind (1971)

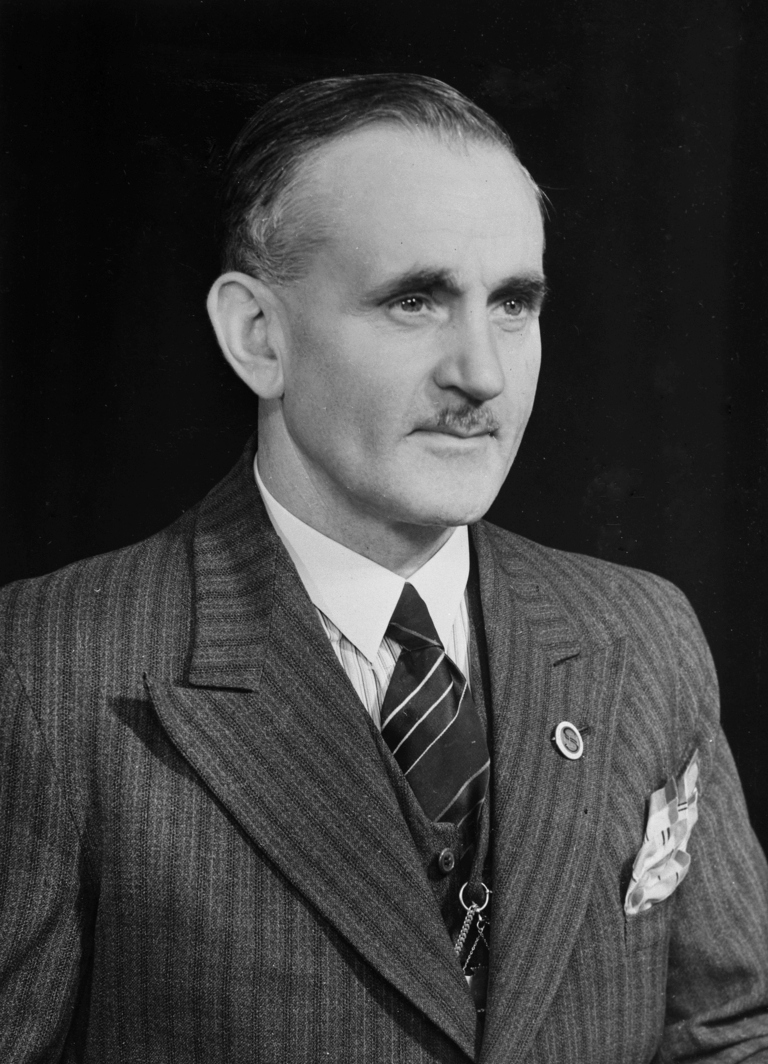
Schaatser Oscar Mathisen (1888-1954)

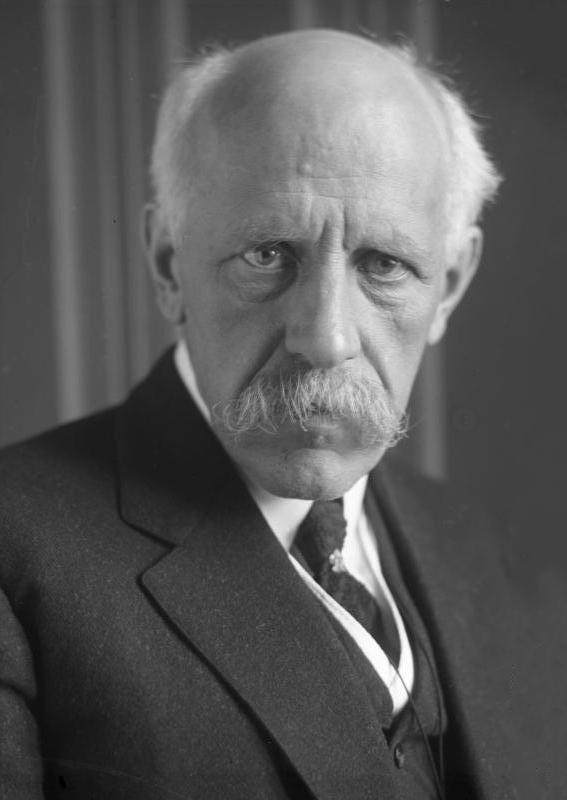
Ontdekkingsreiziger en wetenschapper Fridtjof Nansen (1861-1930)

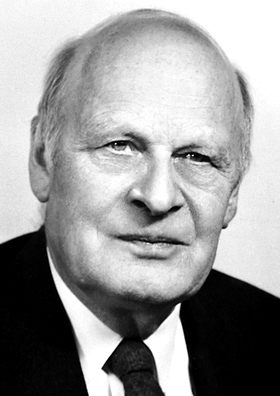
Scheikundige Lars Onsager (1903-1976)

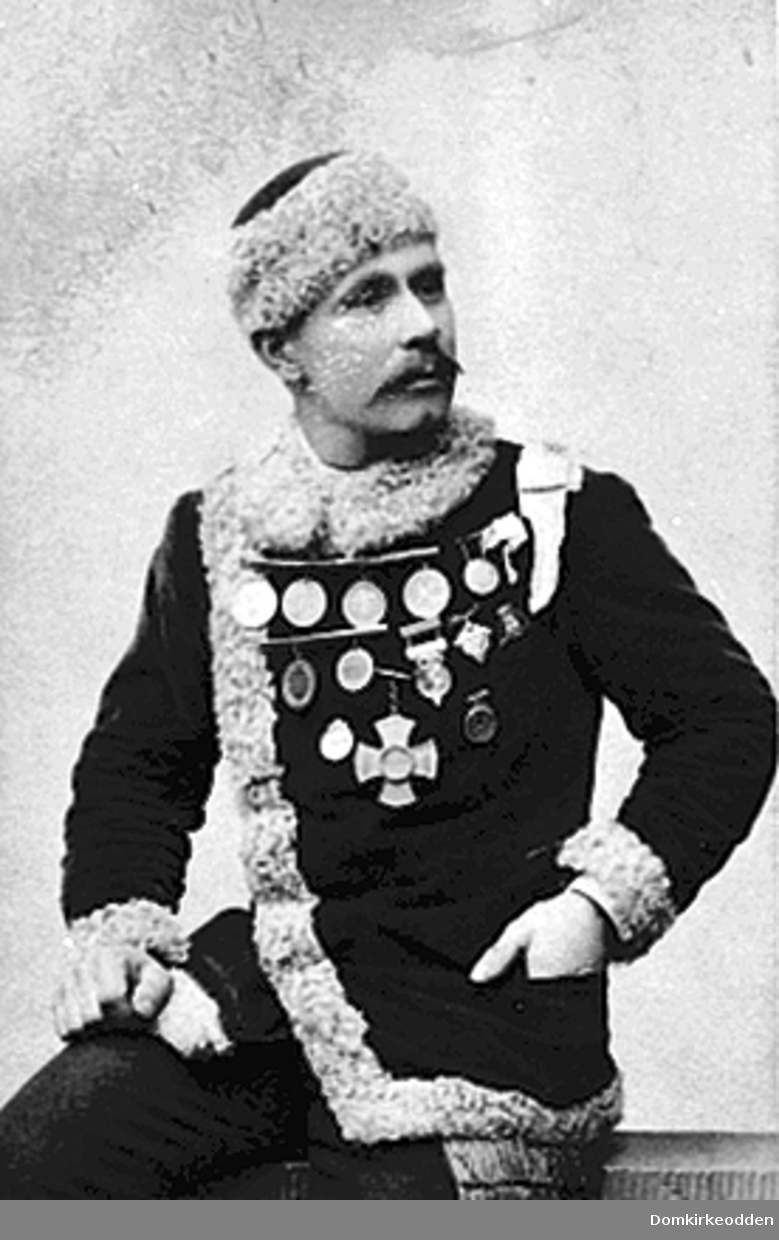
Kunstrijder Edvin Paulsen (1852-1941)

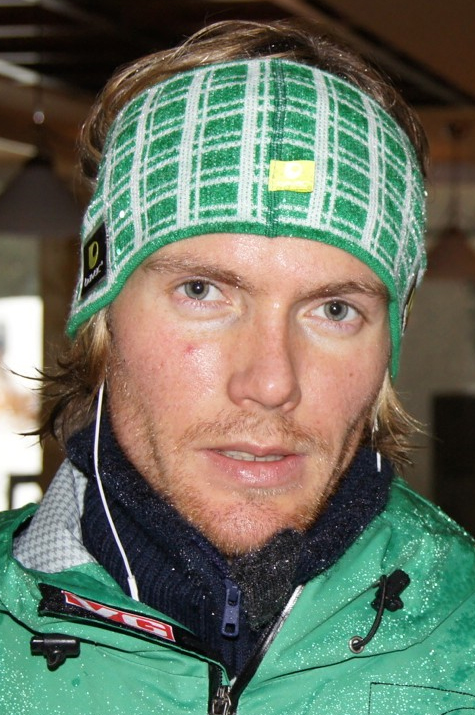
Schansspringer Bjørn Einar Romøren (1981)

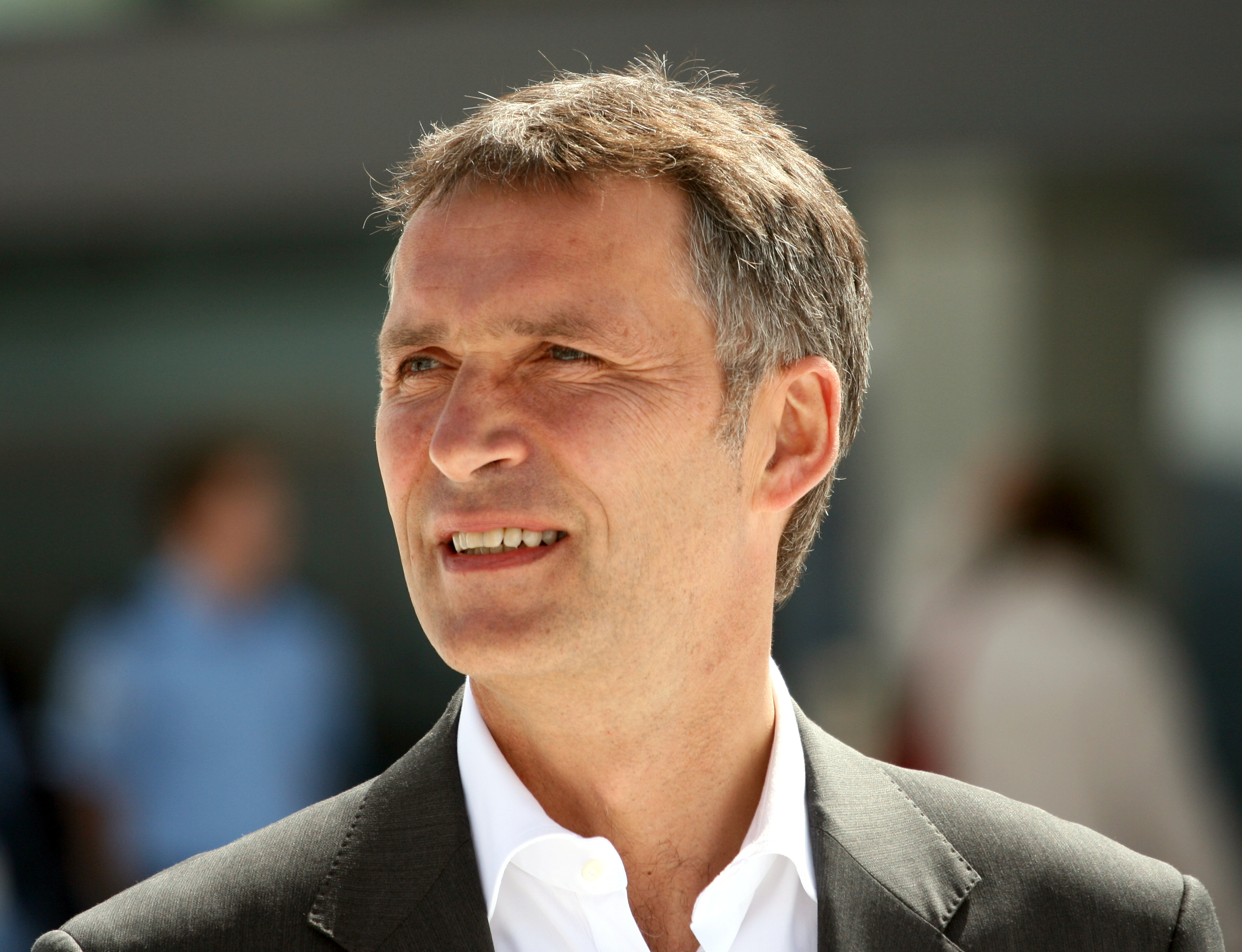
Politicus Jens Stoltenberg (1959)

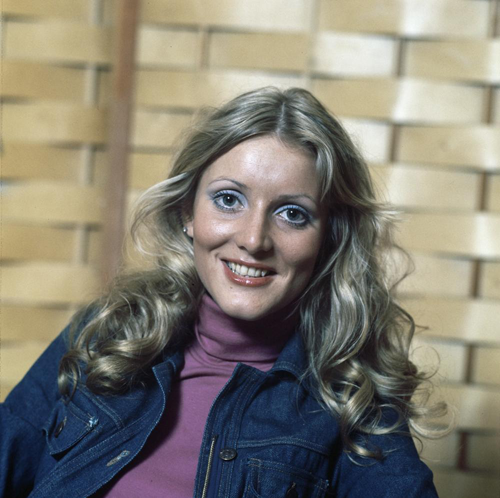
Zangeres Anne-Karine Strøm (1951)

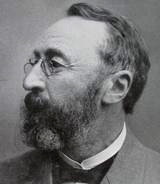
Wiskundige Peter Ludvig Meidell Sylow (1832-1918)

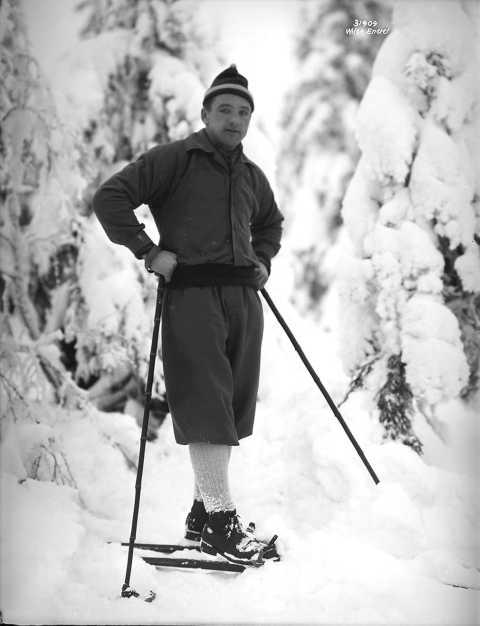
Schansspringer en zeiler Jacob Tullin Thams (1898-1954)

## A
- Torstein Aagaard-Nilsen (1964), componist
- Kjetil André Aamodt (1971), alpineskiër
- Tom Aage Aarnes (1977), schansspringer
- Roald Aas (1928-2012), schaatser
- Mohammed Abdellaoue (1985), voetballer
- Haitam Aleesami (1991), voetballer
- Hildur Andersen (1864-1956), pianiste
- Mathilde Andersen (1836-1906), zangeres
- Alfred Andersen-Wingar (1869-1952), violist, altviolist, dirigent en componist
- Sophie Apenes (1864-1897), zangeres
- Finn Arnestad (1915-1994) componist en violist
- Kristian Arnstad (2003), voetballer
- Hildur Arntzen (1888-1957), zangeres
- Peter Christen Asbjørnsen (1812-1885), schrijver en verzamelaar van sprookjes en volksverhalen
- Nils Henrik Asheim (1960), componist en organist
- Lilla Aubert (1856-1942), zangeres

## B
- Fridtjof Backer-Grøndahl (1885-1959), pianist, muziekdocent en componist
- Nils Backer-Grøndahl (1877-1975), chirurg en ziekenhuisbestuurder
- Pål Bang-Hansen (1937-2010), film- en televisieacteur, filmregisseur, filmrecensent, scenarioschrijver en televisiepersoonlijkheid
- Christer Basma (1972), voetballer
- Maud Angelica Behn (2003), prinses
- Frederik Bekkevold (1830-1911), docent, schrijver en zanger
- Johannes Berg-Hansen (1882-1970), zanger, dirigent en kantoorchef/accountant
- Sølvi Berg-Jæger (1886-1973), sopraan
- Jo Inge Berget (1990), voetballer
- Ludvig Bergh (1865-1924), acteur, zanger en theaterchef
- Totti Bergh (1935-2012), jazzsaxofonist en bandleider
- Hanna Bergwitz-Goffeng (ca. 1825-1879), componiste en pianiste
- Hedda Berntsen (1976), (freestyle)skiester
- Morten Berre (1975), voetballer
- Henriette Bie Lorentzen (1911-2011), humaniste, verzetsstrijdster, feministe, uitgeefster
- Kristian Birkeland (1867-1917), natuurkundige
- André Bjerke (1918-1985), romanschrijver en dichter
- Vilhelm Bjerknes (186-1951), meteoroloog
- Hanne Bjurstrøm (1960), politica
- Henrik Bjørnstad (1979), golfer
- Ketil Bjørnstad (1952), pianist en schrijver
- Tom Blohm (1920-2000), voetballer
- Borghild Blyberg (1882-?), mezzosopraan
- Axel Gudbrand Blytt (1843-1898), botanicus
- Oscar Bobb (2003), voetballer
- Carsten Borchgrevink (1864-1934), militair en ontdekkingsreiziger
- Gustav Borgen (1865-1926), fotograaf
- Hjalmar Borgstrøm (1864-1925), componist en muziekcriticus
- Daniel Braaten (1982), voetballer
- Hans Christian Bræin (1948), klarinettist en muziekpedagoog
- Trond Brænne (1953-2013), kinderboekenschrijver, liedschrijver en theater-, stem- en filmacteur
- Thora Bratt (1889-1972), pianiste
- Kristine Breistøl (1993), handbalster
- Karoline Dyhre Breivang (1980), handbalster
- Anders Behring Breivik (1979), crimineel
- Nicolai Cleve Broch (1975), acteur
- Nora Brockstedt (1923-2015), zangeres
- Waldemar Christopher Brøgger (1851-1940), geoloog
- Arne Brustad (1912-1987), voetballer
- Bjarne Brustad (1895-1978), componist en altviolist
- Henrik Bull (1864-1953), architect

## C
- Lars Saabye Christensen (1953), schrijver
- Nils Christie (1928-2015), socioloog en criminoloog

## D
- Olivia Dahl (1873-1930), zangeres
- Sverre Dahl (1885-1945), acteur en zanger
- Rachna David (1985), dartster
- Rohit David (1985), darter
- Johanne Mathilde Dietrichson (1837-1921), kunstschilderes
- Lorentz Dietrichson (1834-1917), hoogleraar, kunsthistoricus en dichter
- Geir Digerud (1956), wielrenner
- Per Digerud (1933-1988), wielrenner
- Adama Diomande (1990), voetballer
- Mikkel Diskerud (1990), voetballer
- Halvor Dolven (2004), wielrenner
- Vilhelm Dybwad (1863-1950), advocaat en schrijver

## E
- Anna Egeberg (1843-1914), componiste
- Betty Egeberg (1853-1930), pianiste
- Christian August Egeberg (1809-1874), arts en chirurg
- Fredrikke Egeberg (1815-1861), componist
- Peder Cappelen Egeberg (1810-1874), militair en koopman
- Theodor Christian Egeberg (1847-1915), medicus
- Westye Martinus Egeberg (1805-1898), zakenman
- Dan Eggen (1970), voetballer
- Omar Elabdellaoui (1991), voetballer
- Catharinus Elling (1858-1942), muziekpedagoog, organist, componist en verzamelaar van (Noorse) volksmuziek
- Jon Elster (1940), econoom en politicoloog
- Dagfinn Enerly (1972), voetballer
- Thomas Enger (1973), journalist en schrijver
- Olaf Emil Eriksen (1841-1914), componist en organist
- Stein Eriksen (1927-2015), alpineskiër
- Bernt Evensen (1905-1979), schaatser
- Jens Evensen (1917-2004), rechtsgeleerde, minister, diplomaat en rechter
- Jon Ewo (1957), schrijver

## F
- Mohammed Fellah (1989), voetballer
- Johan Ferner (1927-2015), zeiler en echtgenoot van prinses Astrid
- Hildur Fjord (1870-1936), zangeres
- Karen-Marie Flagstad (1904-1992), operazangeres
- Lasse Flagstad (1903-1969), pianist en dirigent
- Ole Flagstad (1898-1965), cellist
- Ann Kristin Flatland (1982), biatlete
- Ragnar Forbech (1894-1975), priester en theoloog
- Vilde Frang (1986), violiste
- Ragnar Frisch (1895-1973), econoom en Nobelprijswinnaar (1969)
- Magne Furuholmen (1962), muzikant

## G
- Jostein Gaarder (1952), schrijver
- Ingar Helge Gimle (1956), acteur
- Ragna Goplen (1857-1900), pianiste en pianodocente
- Caroline Graham Hansen (1995), voetbalster
- Rikke Granlund (1989), handbalster
- Rowland Greenberg (1920-1994), jazztrompettist en wielrenner
- Kjersti Grini (1971), handbalster
- Olaus Andreas Grøndahl (1847-1923), componist, muziekpedagoog en dirigent
- Finn Grüner-Hegge (1895-1962) violist
- Odd Grüner-Hegge (1899-1973), dirigent en componist
- Hans Fredrik Gude (1825-1903), schilder
- Emma Guidotti (1852-1944), zangeres en zangpedagoge
- Solveig Gulbrandsen (1981), voetbalster
- Trygve Gulbranssen (1894-1962), schrijver
- Olaf Gulbransson (1873-1958), kunstschilder en tekenaar
- Cato Guldberg (1836-1902), wiskundige en scheikundige
- Lona Gulowsen (1848-1934), operazangeres
- Tord Gustavsen (1970), jazzpianist

## H
- Lulle Haanshus (1869-1942), zangeres en zanglerares
- Elisabeth Hals (1869-1957), pianiste
- Otto Bahr Halvorsen (1872-1923), politicus
- Atle Hammer (1932-2017), jazztrompettist en bugelist
- Adolf Hansen (1852-1911), componist
- Alf Hansen (1948), roeier
- André Hansen (1989), voetballer
- Frank Hansen (1945), roeier
- Thor Hansen (1947), pokerspeler
- Agnes Hanson-Hvoslef (1883-1970), operazangeres
- Christoph Hansteen (1784-1873), astronoom en natuurkundige
- Betsy Haslem (1936-1914), militair en pianiste
- Odd Hassel (1897-1981), fysisch-chemicus en Nobelprijswinnaar (1969)
- Stine Lise Hattestad (1966), freestyleskiester
- Anniken Hauglie 1972, politica
- Hans Ingi Hedemark (1875-1940), operazanger en acteur
- Marie Hedemark (1873-1959), zangeres en actrice
- Kitty Hedenskou (1871-1958), zangeres
- Sonja Henie (1912-1969), kunstschaatsster en olympisch kampioene
- Aksel Hennie (1975), acteur, regisseur en scenarioschrijver
- Johan Hennum (1836-1894), dirigent en cellist
- Theodor Hilde (1836-1904), organist en componist
- Kristofer Hivju (1978), acteur, producent en schrijver
- Gunvor Hofmo (1921-1995), schrijfster en dichteres
- Thomas Holm (1981), voetballer
- Knut Holmann (1968), kanovaarder
- Øivind Holmsen (1912-1996), voetballer
- Sverre Horge (1944), acteur
- Fanny Horn (1988), biatlete
- Fredrik Horn (1916-1997), voetballer
- Alf Hurum (1882-1972), componist en kunstschilder

## I
- Bergliot Ibsen (1869-1953), mezzosopraan
- Vilde Ingstad (1994), handbalster
- Ludvig Irgens-Jensen (1894-1969), componist
- Steffen Iversen (1976), voetballer

## J
- Anne Marit Jacobsen (1946), actrice
- Inger Jacobsen (1923-1996), actrice en zangeres
- Roy Jacobsen (1954), auteur
- Henny Jensen (1882-1965), zangeres
- Siv Jensen (1969), politica en voorzitster van de Fremskrittspartiet
- Synne Jensen (1996), voetbalster
- Knut Johannesen (1933), schaatser
- Leif Erlend Johannessen (1980), schaker
- Henry Johansen (1904-1988), voetballer
- Julie Jorde (2004), voetbalster

## K
- Reidar Kaas (1881-1952), acteur en zanger
- Peter Kaensche (1980), golfer
- Ola Kamara (1989), voetballer
- Egil Kapstad (1940), jazz-pianist, componist en arrangeur
- Flamur Kastrati (1991), voetballer
- Ottilia Kaurin (1868-1925), zangeres
- Joshua King (1992), voetballer
- Bjørn Morten Kjærnes (1952), componist, muziekpedagoog, arrangeur en dirigent
- Jan Kjærstad (1953), schrijver
- Halfdan Kjerulf (1815-1868), componist
- Wilhelm Kloed (1855-1929), tenor en zangpedagoog
- Karl Ove Knausgård (1968); schrijver en vertaler
- Espen Kofstad (1987), golfer
- Lasse Kolstad (1922-2012), acteur, toneelspeler en zanger
- Hermine Kopp (1862-1911), zangeres
- Annichen Kringstad (1960), oriëntatieloopster
- Alexander Kristoff (1987), wielrenner
- Fridthjof Kristoffersen (1894-1962), componist en pianist
- Per Kværne (1945), tibetoloog en geschiedkundige
- Johan Kvandal (1919-1999), componist
- Adam Larsen Kwarasey (1987), Ghanees voetballer

## L
- Lars Olden Larsen (1998), voetballer
- Nils Larsen (1888-1937), componist, pianist en muziekpedagoog
- Bredo Lasson (1838-1888), pianist, dirigent en componist
- Per Lasson (1859-1883), componist
- Steinar Lem (1951-2009), schrijver
- Haakon Lie (1905-2009) politicus
- Kajsa Vickhoff Lie (1998), alpineskiester
- Trygve Lie (1896-1968), politicus, diplomaat en secretaris-generaal van de Verenigde Naties (1946-1952)
- Espen Lind (1971), zanger, songwriter en producer
- Unni Lindell (1957),  schrijfster, journaliste en vertaalster
- Rolf Lislevand (1961), muzikant
- Carl Otto Løvenskiold (1839-1916), politicus en militair
- Unni Lund (1866-1901), zangeres
- Marit Lyckander (1954), beeldhouwer

## M
- Frida Maanum (1999), voetbalster
- Natassia Malthe (1974), actrice en model
- Alexander Mathisen (1986), voetballer
- Oscar Mathisen (1888-1954), schaatser
- Sigurd Mathisen (1884-1919), schaatser
- Caroline Martens (1986), golfster
- Bjørn Mellemberg (1941), componist, muziekpedagoog, dirigent, arrangeur, trompettist en muziekuitgever
- Maria Mena (1986), zangeres
- Henrik Mestad (1964), acteur
- Andreas Mikkelsen (1989), rallyrijder
- Bente Moe (1960), atlete
- Mats Møller Dæhli (1995), voetballer
- Nora Mørk (1991), handbalster
- Erik Møse (1950), jurist
- Ernst Motzfeldt (1842-1915), rechtsgeleerde en lid van de staatsraad
- Wenche Myhre (1947), zangeres

## N
- Haddy N'jie (1979), presentatrice
- Arne Næss (1912-2009), filosoof
- Karoline Næss (1987), handbalster
- Eva Nansen (1858-1907), mezzosopraan
- Fridtjof Nansen (1961-1930), ontdekkingsreiziger, wetenschapper, diplomaat en Nobelprijswinnaar (1922)
- Jo Nesbø (1960), popmuzikant en schrijver
- Edmund Neupert (1842-1888), pianist en componist
- Adolf Kristoffer Nielsen (1890-1960), componist en dirigent
- Emil Nielsen (1877-1942), zanger en dirigent
- Håvard Nielsen (1993), voetballer
- Ellen Nikolaysen (1951), zangeres
- Ola Hobber Nilsen (1986), voetbalscheidsrechter
- Karl Nissen (1879-1920), pianist, muziekpedagoog, muziekcriticus en dirigent
- Rolf Nøddelund (1926-1998), dirigent, arrangeur, klarinettist en jazzsaxofonist
- Ingrid Alexandra van Noorwegen (2004), prinses
- Ragnhild van Noorwegen (1930-2012), prinses
- Sverre Magnus van Noorwegen (2005), prins
- Sven Nordin (1957), acteur
- Rikard Nordraak (1842-1866), componist
- Per Nyhaug (1926-2009), vibrafonist en drummer
- Kristen Nygaard (1926-2002), informaticus en politicus
- Knut Nystedt (1915-2014), componist, dirigent en organist

## O
- Jakob Oftebro (1986), acteur
- Helene Olafsen (1990), snowboardster
- Oskar Olsen (1897-1956), schaatser
- Thorleif Olsen (1921-1996), voetballer
- Lars Onsager (1903-1976), Noors-Amerikaans scheikundige en Nobelprijswinnaar (1968)
- Øystein Ore (1899-1968), wiskundige
- Sondre Orjasæter (2003), voetbalster
- Gina Oselio (1858-1937), operazangeres
- Tom Henning Øvrebø (1966), voetbalscheidsrechter

## P
- Jonathan Parr (1988), voetballer
- Alfred Paulsen (1849-1936), componist, dirigent en organist
- Edvin Paulsen (1852-1941), kunstrijder en koopman
- Eilif Peterssen (1852-1928), kunstschilder
- Suzann Pettersen (1981), golfster
- Per Petterson (1952), schrijver

## R
- Magnhild Rasmussen (1878-?), zangeres
- Henny Reistad (1999), handbalster
- Hanna Resvoll-Holmsen (1873-1943), botanicus
- Thekla Resvoll (1871-1948), botanicus
- Reimar Riefling (1898-1981), pianist, muziekpedagoog en muziekjournalist en –recensent
- Jarl Magnus Riiber (1997), noordse combinatieskiër
- Odd Riisnæs (1953), jazzsaxofonist en pianist
- Ragna Robarth (1850-?), zangeres
- Bjørn Einar Romøren (1981), schansspringer
- Tommy Rustad (1968), autocoureur
- Terje Rypdal (1947), componist en gitarist
- Johanne Rytterager (1849-1924), pianiste en pianolerares

## S
- Steinar Sagen (1975), radiopresentator, komiek en stem-, televisie- en filmacteur
- Osame Sahraoui (2001), Noors-Marokkaans voetballer
- Cora Sandel (1880-1974), schrijfster
- Laila Schou Nilsen (1919), alpineskister, schaatsster, handbalster
- Tallulah Hazekamp Schwab (1973), filmregisseuse en scenarioschrijfster
- Trond Espen Seim (1971), acteur
- Steve Sem-Sandberg (1958), schrijver, criticus, vertaler en journalist
- Finn Seemann (1944-1985), voetballer
- Åsne Seierstad (1970), journaliste en schrijfster
- Shagrath (Stian Thoresen) (1976), rockmusicus en zanger van Dimmu Borgir
- Dagny Skarseth (ca. 1874-1928), operazangeres
- Harmeet Singh (1990), voetballer
- Bente Skari (1972), langlaufster
- Maren Skjøld (1993), alpineskiester
- Gyda Sohlberg (1864-1931), pianiste en zangeres
- Harald Sohlberg (1869-1935), kunstschilder
- Ola Solbakken (1998), voetballer
- Øistein Sommerfeldt (1919-1994), componist, musicoloog en dirigent
- Betzy Sørensen (1888-1968), pianiste
- Jan Derek Sørensen (1971), voetballer
- Christian Sørum (1995), beachvolleyballer
- Emil Stang (1834-1912), politicus
- Johannes Steen (1827-1906), politicus
- Knut Steen (1924-2011), beeldhouwer, tekenaar en graficus
- Erik Stock (1971), voetballer
- Jens Stoltenberg (1959), politicus en secretaris-generaal van de NAVO (2014-heden)
- Thorvald Stoltenberg (1931-2018), politicus
- Jonas Gahr Støre (1960), politicus
- Silje Storstein (1984), actrice
- Anne-Karine Strøm (1951), zangeres
- Linn Jørum Sulland (1984), handbalster
- Martin Johnsrud Sundby (1984), langlaufer
- Elise Svendsen (1856-?), zangeres
- Johan Svendsen (1840-1911), componist, dirigent en muziekpedagoog
- Oluf Svendsen (1832-1888), fluitist
- Embret Svestad-Bårdseng (2002), wielrenner
- Edvard Sylou-Creutz (1881-1945), pianist, componist en radioman
- Peter Ludvig Meidell Sylow (1832-1918), wiskundige

## T
- Petter Tande (1985), noordse combinatieskiër
- Jacob Tullin Thams (1898-1954), schansspringer en zeiler
- Frits Thaulow (1847-1906), kunstschilder
- Olav Anton Thommessen (1946), componist en muziekpedagoog
- Lasse Thoresen (1949), componist
- Morten Thorsby (1996), voetballer
- Martin Tjøtta (2001), wielrenner
- Radka Toneff (1952-1982), jazzzangeres

## U
- Frithjof Ulleberg (1911-1993), voetballer
- Linn Ullmann (1966), schrijfster en journaliste
- Thomas Ulsrud (1971-2022), curlingspeler

## V
- Snorre Valen (1984), muzikant en politicus
- John Voldstad (1951), Amerikaans acteur
- Knut Vollebæk (1946), politicus en diplomaat

## W
- Paul Waaktaar-Savoy (1961), muzikant
- Kjetil Wæhler (1976), voetballer
- Grete Waitz (1953-2011), marathonloper
- Dagmar Walle-Hansen (1871-1954), pianiste en muziekpedagoog
- Morten J. Wallin (1958), componist, dirigent en fagottist
- Rolf Wallin (1957), componist en trompettist
- Øyvind Westby (1947), componist, dirigent en trombonist
- Albert Westvang (1884-1957), zanger
- Ragna Wettergreen (1964-1958), zangeres en actrice
- Kåre Willoch (1928-2021), politicus; premier 1981-1986
- Per Winge (1858-1935), dirigent, pianist en componist
- Viktoria Winge (1980), actrice, model en zangeres
- Otto Winter-Hjelm (1837-1931), componist, organist, dirigent en muziekcriticus
- Bror With (1900-1985), uitvinder en verzetsstrijder
- Tia Wold (1886-1972), zangeres
- Sigrid Wolf (1863-1927), operazangeres

## Z
- Hans Marcus Zapffe (1837-1929), altviolist
- Raphael Zuber (1973), architect en gasthoogleraar aan de AHO Oslo